# Mariä Himmelfahrt (Landau)

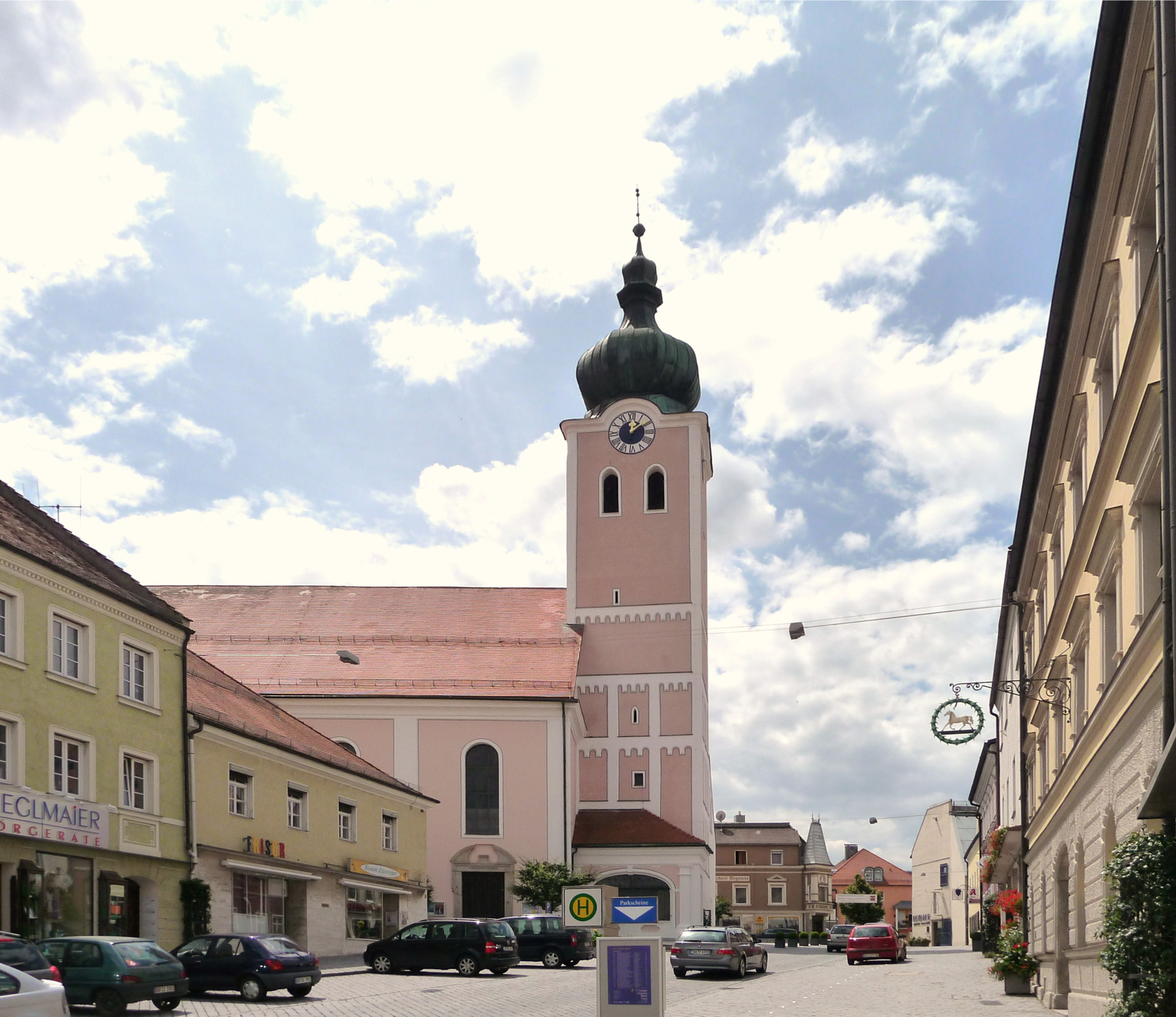
Stadtpfarrkirche Mariä Himmelfahrt am Oberen Stadtplatz von Landau an der Isar

Die römisch-katholische Pfarrkirche Mariä Himmelfahrt in Landau an der Isar, einer Stadt im niederbayerischen Landkreis Dingolfing-Landau, ist die größte Barockkirche im unteren Isartal und eine der wenigen in dieser Epoche erbauten Stadtpfarrkirchen in einem weiten Umkreis. Die Wandpfeilerkirche wurde ab 1713 nach dem Entwurf des Baumeisters Dominikus Magzin erbaut, der auch die Pläne für die Zisterzienserklosterkirche in Aldersbach erstellte. Das stattliche Gotteshaus in der Oberen Stadt von Landau, rund 60 Meter über dem Isartal gelegen, ist der Aufnahme Mariens in den Himmel (Mariä Himmelfahrt; Gedenktag: 15. August) geweiht.

## Geschichte
Bereits kurz nach der Stadtgründung Landaus durch den bayerischen Herzog Ludwig den Kelheimer im Jahr 1224 entstand gegenüber dem herzoglichen Schloss eine erste Kirche. Von diesem um 1250 entstandenen, romanischen Bau hat sich der Unterbau des Turmes mit den charakteristischen Rundbogenfriesen bis heute erhalten. Im Jahr 1262 wurde der Pfarrsitz vom heutigen Stadtteil Unterframmering dorthin verlegt. In gotischer Zeit, also im 14. oder 15. Jahrhundert wurde der Bau verändert.
Das Präsentationsrecht, welches ursprünglich beim bayerischen Herzog lag, wurde 1473 an die von Herzog Ludwig dem Reichen neu gegründete Universität Ingolstadt übertragen. Mit der Verlegung nach Landshut 1800 und weiter nach München 1826 wechselte auch das Präsentationsrecht an der Landauer Pfarrei. Erst seit 1973 liegt es beim Bischof von Passau.
Im Jahr 1713, als die Pest in Landau mehr als 80 Todesopfer forderte, wurde unter Stadtpfarrer Philipp Rappoldsberger mit dem Neubau der Pfarrkirche im Barockstil begonnen. Die Pläne hierzu lieferte der aus Graubünden stammende Baumeister Domenico Mazio, eingedeutscht Dominikus Magzin, der von 1690 bis 1711 in Landau ansässig war und anschließend nach Passau übersiedelte. Der Bau war dank des großzügigen Vermächtnisses der Freifrau Maria Theresia von Puchleiten auf Schloss Wildthurn, einem Edelsitz südöstlich von Landau, möglich geworden. Noch im selben Jahr konnte durch den Landauer Zimmerermeister Wolfgang Heringer der Dachstuhl aufgesetzt werden. Dies kann einer Inschrift an einem Balken des Dachstuhls über dem Chorraum entnommen werden. Ein Großteil der noch heute einheitlich barocken Ausstattung – Hochaltar, die Mehrzahl der Seitenaltäre sowie die Kanzel – entstand noch vor der Kirchweihe im Jahr 1726. Die Pfarrkirche Mariä Himmelfahrt in Landau sollte neben St. Paul in Passau die einzige Stadtpfarrkirche Niederbayerns bleiben, die in der Barockzeit von Grund auf neu erbaut wurde.
Beim Stadtbrand von 1743, als Landau während des Österreichischen Erbfolgekrieges von französischen und österreichischen Truppen zerstört werden sollte, wurde auch die neue Pfarrkirche beschädigt. 1747 besserte der Landauer Stadtmaurermeister Andreas Heinrich die Schäden aus. Die heute noch erhaltene Turmkuppel wurde 1774/75 vom Stadtzimmerermeister Johann Ulrich Neff gefertigt. Der rund um die Stadtpfarrkirche angelegte Friedhof, der den Verstorbenen aus adligem, geistlichem und bürgerlichem Stand vorbehalten war, wurde im Jahr 1804 aufgelöst. Seit diesem Zeitpunkt werden alle Verstorbenen der Stadt auf dem Friedhof Heilig Kreuz bestattet.
Eng mit der Pfarrei verbunden ist auch Johann Baptist Huber, ein energischer Widerstandskämpfer im Dritten Reich, der in das Deutsche Martyrologium des 20. Jahrhunderts aufgenommen wurde. Er war ab 1931 Stadtpfarrer von Landau und geriet wegen seiner Vorträge, Predigten und Presseartikel ins Visier der Nationalsozialisten. Außerdem führte er unbeirrt die kirchliche Jugendarbeit fort. Nachdem er mehrfach verhört und inhaftiert wurde, brachte man ihn im Juni 1942 ins Konzentrationslager Dachau, bevor er am 13. September desselben Jahres im Klinikum Schwabing an Auszehrung starb.
Renovierungen erfuhr die Kirche in den Jahren 1900 bis 1913 und 1950 infolge von Kriegsschäden durch die Beschießung der Stadt am 30. April 1945; außerdem 1972 bis 1974, 1989 bis 1991 sowie 2007. Bei der vorerst letzten Renovierungsmaßnahme erfolgte hauptsächlich eine Instandsetzung des Außenbaus. Außerdem wurden die spätgotische Josefskapelle zur Taufkapelle und die romanische Allerseelenkapelle zu einem Ort der stillen Andacht umgestaltet.

## Architektur

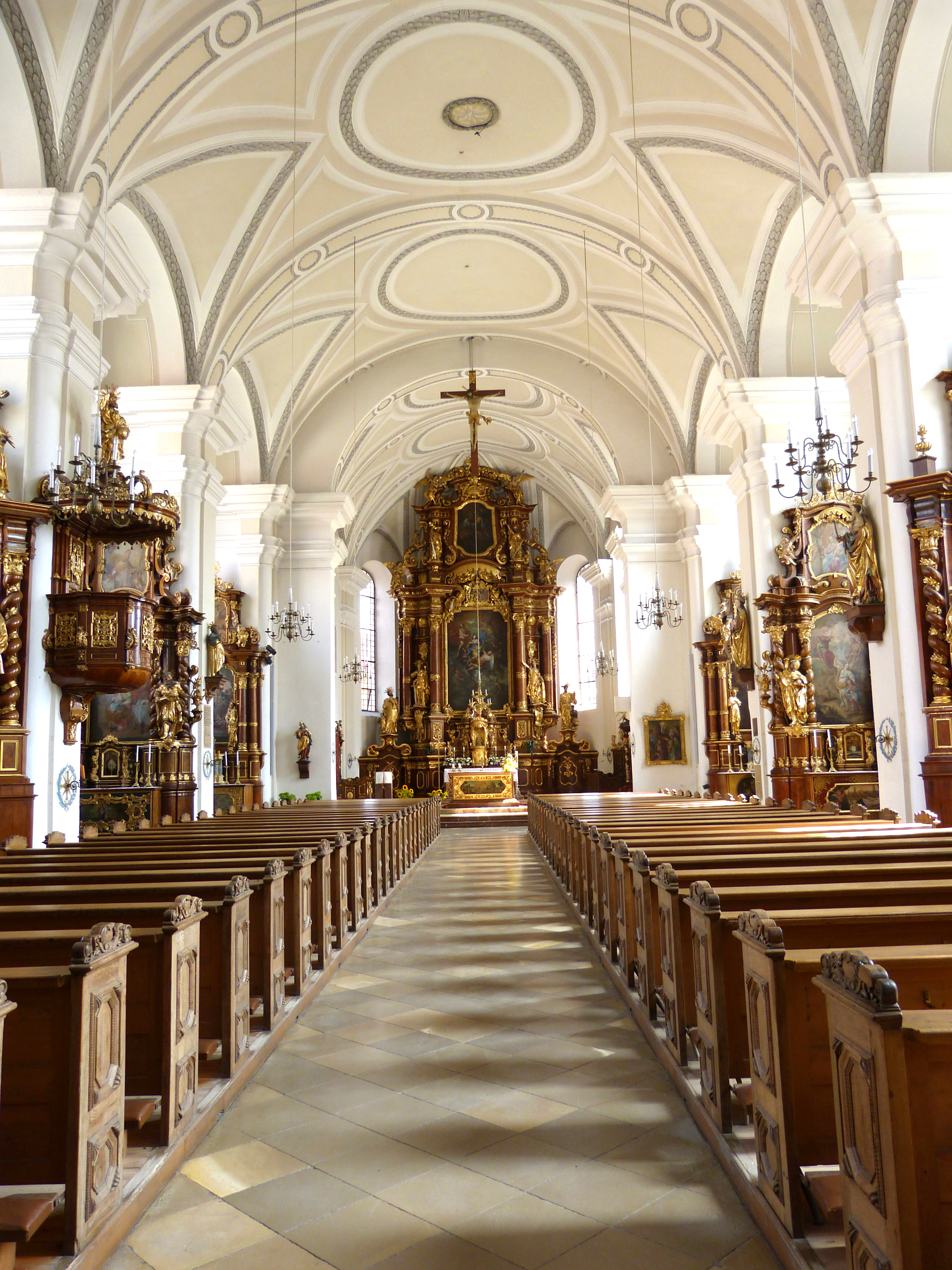
Blick in den Innenraum

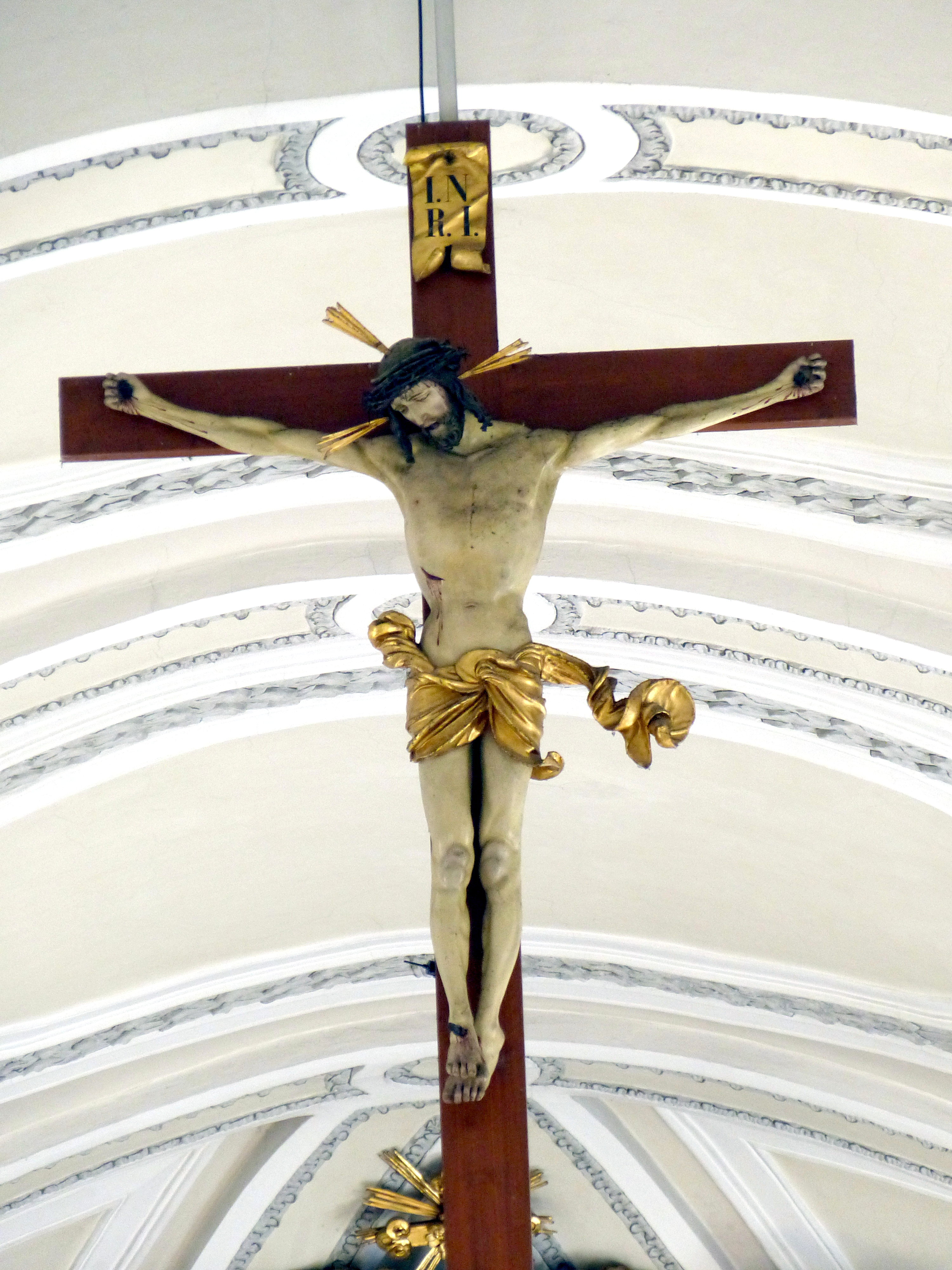
Spätgotisches Chorbogenkruzifix (um 1500)

Die Stadtpfarrkirche Mariä Himmelfahrt liegt am oberen Ende des Oberen Stadtplatzes von Landau. Der Turm mit seinen Anbauten auf der Süd- und Nordseite ist weit in diesen vorgerückt. In seinen unteren fünf Geschossen gehört der Turm noch zur romanischen Stilepoche, wie an der Gliederung durch Rundbogenfriese ersichtlich ist. Die Geschosstrennung und die Kanten sind jeweils mit Lisenen besetzt. Letztere setzen sich auch in dem barocken Oberbau fort, der den Glockenstuhl enthält. Über einem rundum laufenden profilierten Gesims, das jeweils auf Höhe der Turmuhren nach oben zu einem Rundbogen abgelenkt wird, erhebt sich die spätbarocke Zwiebelhaube  von 1774/75.
Auf der Nordseite des Turmes befindet sich unter einem Walmdach eine nach außen offene, barocke Ölbergkapelle. Im Süden ist unter einem Pultdach eine zweigeschossige Gruftkapelle angebaut. Im unteren Geschoss befindet sich die heute modern gestaltete Allerseelenkapelle. In ihr fand man ein romanisches Rundbogenportal, sodass der kleine Raum möglicherweise als Vorraum zum romanischen Vorgängerbau der heutigen Kirche diente. Später wurde der Raum als Karner genutzt; daher die heutige Bezeichnung. Im oberen Geschoss ist die spätgotische Josefskapelle untergebracht, die über ein filigranes Kreuzrippengewölbe verfügt.
Gegenüber dem Turm sind Langhaus und Chor, beide im Barockstil ausgeführt, leicht nach Norden abgewinkelt. Beide sind unter einem gemeinsamen Satteldach vereinigt, das über dem Chorschluss abgewalmt ist. Das Langhaus umfasst fünf Joche; der auf der Ostseite angeordnete Chor ist zweijochig und wird von einer halbrunden Apsis abgeschlossen. An dessen Nordseite ist die ebenfalls zweijochige Sakristei angebaut. Der Außenbau von Langhaus und Chor wird durch große, hohe Rundbogenfenster gegliedert. Die Jochtrennung übernehmen Lisenen. Das westlichste Langhausjoch enthält auf der Nord- und Südseite je einen Zugang zum Innenraum. Die beiden Portale sind als Pendants ausgeführt und jeweils mit Hausteinen eingefasst und von Sprenggiebelaufsätzen bekrönt.
Durch die Portale gelangt man jeweils in den Raum unterhalb der Orgelempore, die auf zwei quadratischen Binnenpfeilern ruht, von einem Kreuzgratgewölbe unterwölbt wird und durch ein Abschlussgitter vom übrigen Kirchenraum abgetrennt ist. Der Innenraum der stattlichen Saalkirche wird von einem Tonnengewölbe mit Gurtbögen und Stichkappen überspannt und von wuchtigen Wandpfeilern mit weit ausladendem Gebälk gegliedert. Zwischen diesen befinden sich acht raumhohe Seitenkapellen, die jeweils einen barocken Seitenaltar enthalten. Die Decke von Langhaus und Chor ist sparsam mit Stuck in Form von Blattstäben und Profilleisten besetzt.

## Ausstattung

### Hochaltar
Der barocke Hochaltar der Stadtpfarrkirche ist auf 1725 datiert und wurde 1726 geweiht. Er nimmt beinahe die gesamte Höhe des Chorraumes ein und trennt mit seinen seitlichen Durchgängen zudem den Chorschluss vom übrigen Kirchenraum ab. Das mächtige braune Altarretabel ist mit üppigem Laub- und Bandwerk sowie mit Intarsien in Nussbaumholz reich verziert. Zwei Säulen je Seite, die ein stark verkröpftes Gebälk mit dem Altaraufsatz tragen, begleiten das Altarblatt. Dieses wurde von dem kurfürstlichen Hofmaler Johann Kaspar Sing aus München signiert und auf 1713 datiert. Es zeigt, entsprechend dem Patrozinium der Kirche, die Himmelfahrt Mariens und deren Krönung durch die Heilige Dreifaltigkeit.
Das Gemälde wird flankiert von Heiligenfiguren, die jeweils zwischen den Säulen angeordnet sind: links die heilige Barbara mit Kelch und Schwert sowie rechts die heilige Katharina mit Märtyrerpalme und Rad. Über den seitlichen Durchgängen befinden sich Figuren der Jesuitenheiligen Ignatius von Loyola, begleitet von einem kleinen Jungen mit Buch, und Franz Xaver, begleitet von einer dunkelhäutigen Gestalt, die an seine Arbeit als Missionar in Indien erinnern soll. Durch die beiden Figuren kommt die Verbindung zu der vom Jesuitenorden geführten Universität Ingolstadt zum Ausdruck, die bis zu ihrer Auflösung im Jahr 1800 das Präsentationsrecht für den Landauer Stadtpfarrer ausübte.
Unterhalb des Altarblattes ist ein Drehtabernakel angeordnet, der ein Kreuzpartikelreliquiar aus der Zeit um 1736 enthält. Laut Meistermarke und Beschauzeichen wurde es von dem Münchner Goldschmied Johann Christoph Steinbacher geschaffen. Das teils vergoldete, teils versilberte Kreuz zeigt am Kreuzesstamm unter dem Korpus ein medaillonförmiges Partikelgehäuse, das von einem Strahlenkranz umgeben ist und von Engeln mit Leidenswerkzeugen flankiert wird. Der mit seitlichen Voluten gestaltete Sockel enthält in einer Muschelnische eine kleine Figur der Mater Dolorosa.
Unmittelbar oberhalb des Altarblattes ist eine Kartusche mit dem Wappen der Stifterfamilie Puchleiten und Pelkoven zu sehen, das von zwei Engeln flankiert wird; darüber ein vergoldeter Baldachin und Draperien. Zwischen zwei seitlichen Voluten schwingt sich der Altaraufsatz mit dem Oberbild der Geburt Christi auf. Dieses wird von Figuren der „Wetterheiligen“ Johannes und Paulus flankiert.

### Seitenaltäre
Die acht Seitenaltäre befinden sich in den seitlichen Wandnischen und sind jeweils gegen Osten ausgerichtet, wobei die gegenüberliegenden Altäre immer als Pendants mit gleichem Aufbau gestaltet sind. Die beiden Altäre im zweiten Joch von Osten kamen 1764/65 in die Kirche, die im westlichen Joch ebenfalls in der zweiten Hälfte des 18. Jahrhunderts. Die übrigen vier Seitenaltäre stammen noch aus der Erbauungszeit der Kirche um 1720.
Der Sebastiansaltar in der ersten Kapelle der Südseite und der gegenüberliegende Katharinenaltar besitzen je vier Rundsäulen, Altarblatt und Auszugsgemälde sowie zwei Seitenfiguren und sind aufwändig mit Laub-, Band- und Muschelwerk verziert. Der Sebastiansaltar wurde von der 1481 gegründeten Sebastianibruderschaft gestiftet. Das Altarblatt von 1656 ist wiederum eine Stiftung von Hans Adam Grimm von Grimmelshausen, der kurfürstlicher Pfleger zu Eschlkam bei Furth im Wald war. Es stammt wohl aus der Schule des Carraccio, ist also italienischer Herkunft. Dargestellt sind das Martyrium des heiligen Sebastian und die Pflege durch die heilige Irene. Im Auszugsbild ist der heilige Franz Xaver zu sehen. Als Assistenzfiguren fungieren die Heiligen Karl Borromäus (links) und Rochus (rechts), die neben dem heiligen Sebastian als Pestpatrone gelten. Der Katharinenaltar auf der Nordseite enthält ein vom Landauer Maler Alois Kaufmann geschaffenes Altarblatt, das die mystische Verlobung der Heiligen mit Jesus Christus darstellt. Im Auszug erkennt man die Armen Seelen im Fegefeuer. Die Assistenzfiguren stellen die Heiligen Luzia (links) und Apollonia (rechts) dar.
Die Altäre in der jeweils zweiten Seitenkapelle von Osten sind eine Stiftung des Stadtpfarrers Benno Ulk von 1764/65. Sie verfügen ebenfalls über vier, diesmal gewundene Säulen und enthalten jeweils ein Altarblatt des schwäbischen Malers Vitus Felix Rigl. Der Annenaltar auf der Nordseite enthält auf dem Hauptgemälde eine Darstellung der heiligen Anna, der Mutter Mariens. Im Auszug ist der Namenspatron des Stifters, der heilige Benno von Meißen zu sehen. Die Seitenfiguren stellen die Heiligen Josef (links) und Zacharias (rechts) dar. Der gegenüberliegende Schutzengelaltar enthält ein Altarblatt des Erzengels Raphael, flankiert von Figuren des Apostels Jakobus des Älteren (links) und des heiligen Ordensgründers Franz von Assisi (rechts). Im Oberbild ist die heilige Maria als Himmelskönigin dargestellt. In den Altar sind Splitter der Granate eingearbeitet, die am 30. April 1945 in die Kirche einschlug. Am Antependium befindet sich ein Gemälde der Künstlerin Rose von Ranson aus dem Jahr 1945. Es stellt den Stadtpfarrer Johann Baptist Huber dar, der auf dem Sterbebett die Stadt Landau segnet.
In der jeweils dritten Seitenkapelle von Osten befinden sich Altäre mit nur noch zwei gewundenen Säulen. Der südliche Leonhardialtar zeigt den namensgebenden Heiligen auf dem Altarblatt, das von dem Landauer Maler Joseph Riederer laut Datierung im Jahr 1780 geschaffen wurde. Im Auszug ist der heilige Martin zu sehen. Die Assistenzfiguren stellen die Heiligen Kajetan (links) und Theresa von Ávila (rechts) dar. Der nördliche Antoniusaltar enthält ein Altarblatt des in Landshut ansässigen Malers Georg Franz Fischer, welches auf 1722 datiert ist und den heiligen Franziskaner Antonius von Padua darstellt. Im Oberbild ist der Ordensgründer Franz von Assisi, flankiert von weiteren Franziskanerheiligen, zu sehen. Die Assistenzfiguren stellen die Heiligen Petrus von Alcantara (links) und Johannes Capistranus (rechts) dar, ebenfalls Angehörige des Franziskanerordens. Der Antoniusaltar nimmt somit Bezug auf die in Landau wirkenden Franziskaner, die bis zur Säkularisation 1802 die Wallfahrt Maria Steinfels betreuten.
Die beiden Altäre in den westlichen Seitenkapellen besitzen den schlichtesten Aufbau: Sie enthalten je zwei gewundene Säulen, aber keine Assistenzfiguren. Auf dem Altarblatt des nördlichen Nepomukaltars ist der erst 1729 heiliggesprochene Namensgeber zu sehen. Im Auszug ist die Heilige Dreifaltigkeit dargestellt. Der südliche Wolfgangsaltar enthält ein Gemälde des Regensburger Bistumspatrons, das dem Landauer Maler Alois Kaufmann zugeschrieben wird. Von diesem stammt auch das Hauptbild des Katharinenaltares. Im Oberbild ist die Anbetung der Heiligen Drei Könige dargestellt.

### Kanzel
Die barocke Kanzel, die am zweiten Wandpfeiler auf der Nordseite angeordnet ist, stammt aus der Erbauungszeit der Kirche und ist ähnlich wie die Altäre in dunklen Brauntönen gehalten sowie mit vergoldeten Ornamenten verziert. Der über eine Stiege zugängliche, polygonale Kanzelkorb ist an den Ecken von Volutenpilastern besetzt. In den dazwischenliegenden Feldern befindet sich vergoldetes Bandwerk. An der Rückwand ist ein Christusmonogramm zu sehen. Auf dem mit Rankwerk verzierten Schalldeckel schwingen sich Volute zu einem Podest auf, das eine Figur des Salvator mundi mit Weltkugel trägt.

### Taufstein

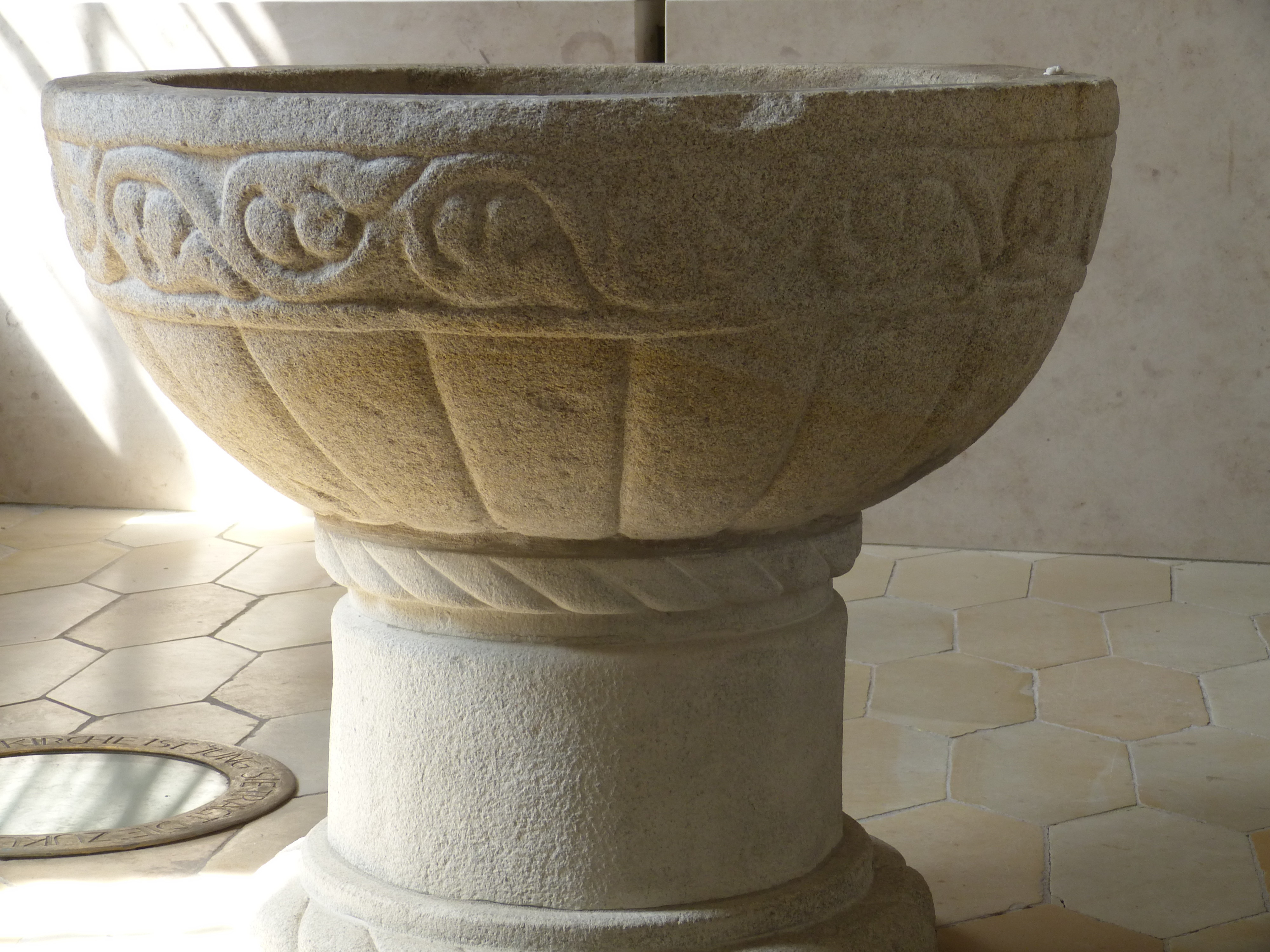
Romanischer Taufstein mit Rankenfries

Der romanische Taufstein aus dem 13. Jahrhundert ist das älteste Ausstattungsstück der Kirche. Es handelt sich um eine Halbkugelschale aus Bayerwald-Granit, die einen umlaufenden Rankenfries besitzt. Sie steht auf einem 1990 gefertigten Rundsockel. Bei einer Restaurierung im Jahr 2008 wurden der barocke Kupferdeckel und die zugehörige Kupferschale durch eine Silberschale ausgetauscht. Seit dieser behutsamen Restaurierung ist der Taufstein in der spätgotischen Josefskapelle untergebracht. Damit die Decke der darunterliegenden Allerseelenkapelle den 640 Kilogramm schweren Stein trägt, wurde sie eigens mit einer Betonplatte verstärkt.

### Spätgotische Ausstattung

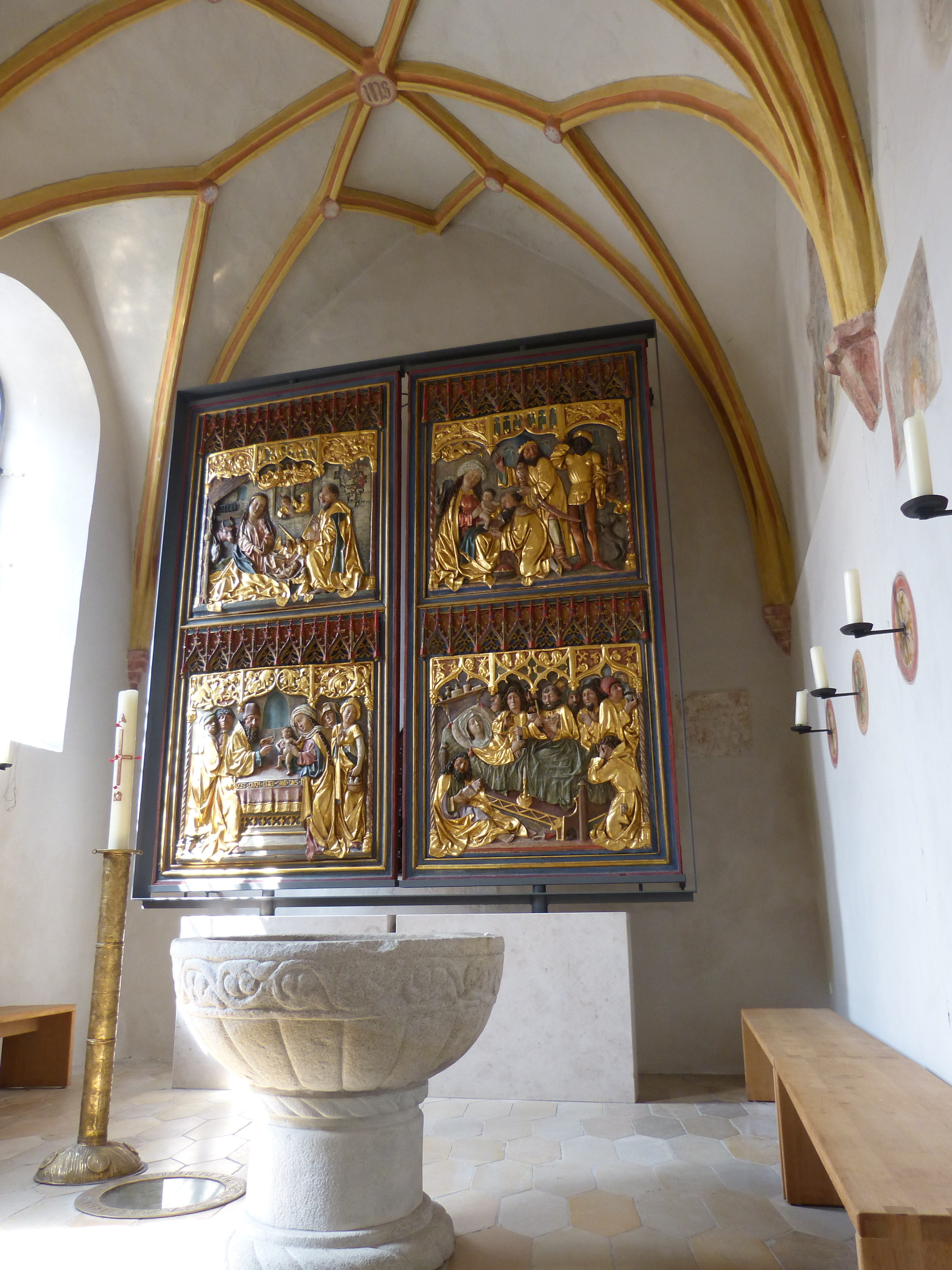
Spätgotischer Flügelaltar (um 1490) in der Taufkapelle

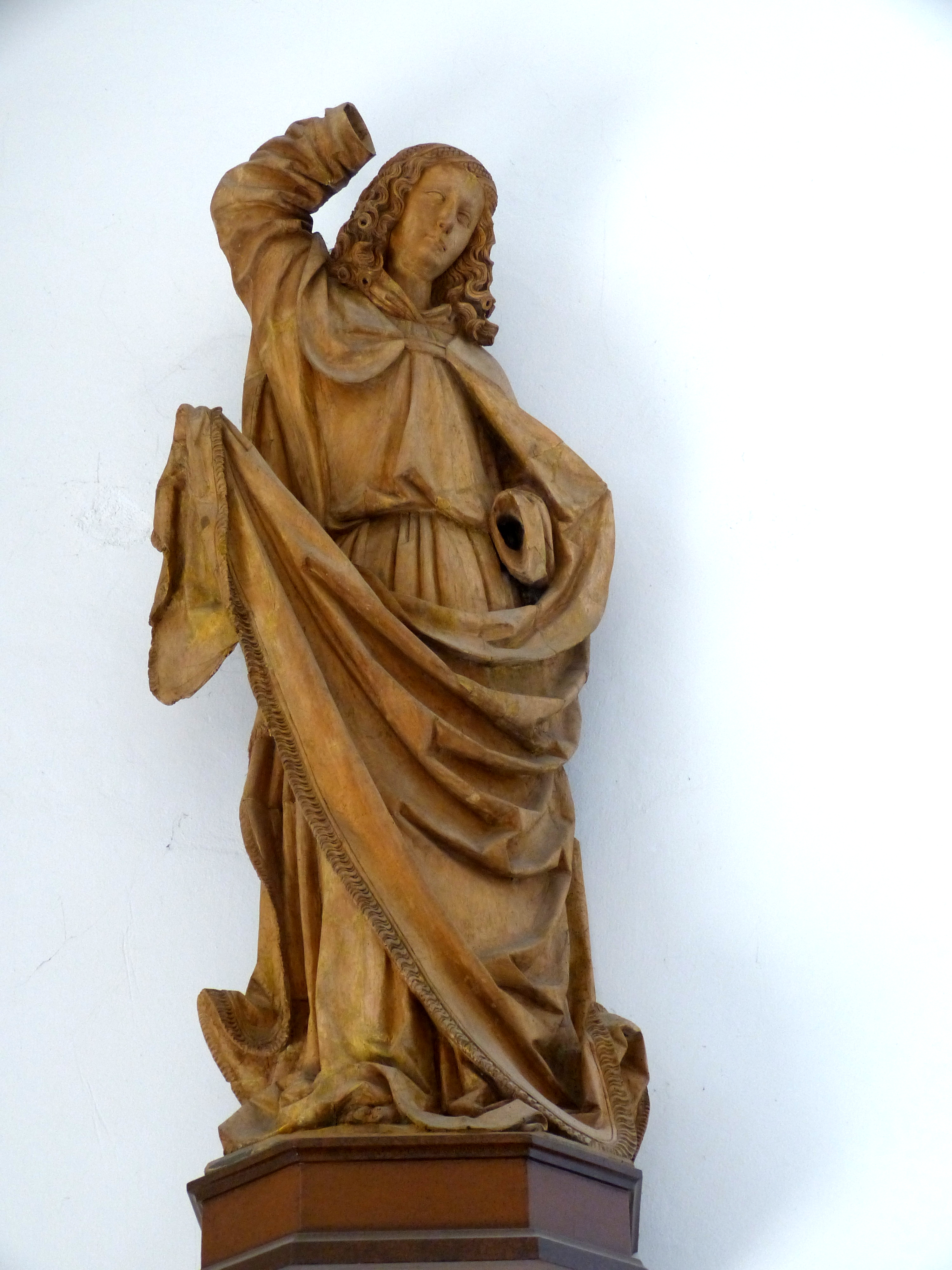
Spätgotische Figur des Erzengels Michael

In der Stadtpfarrkirche sind außerdem einige Kunstwerke aus dem spätgotischen Vorgängerbau erhalten. Der damalige Hochaltar, als Flügelaltar ausgeführt, befindet sich heute in der Josefskapelle. Auf der Vorderseite der Flügel sind je zwei spätgotische Reliefs aus der Zeit um 1490 zu sehen. Die Darstellungen sind stark überfasst und teils vergoldet. Die Szenen wurden jeweils unter einen mit Maßwerk und anderem Ornament geschmückten Baldachin komponiert und werden von einem Kielbogenfries mit Fialen bekrönt. Dargestellt sind die Geburt Christi (oben links), die Anbetung der Heiligen Drei Könige (oben rechts), die Darstellung Jesu im Jerusalemer Tempel (unten links) sowie der Marientod (unten rechts). Von der großen Kunstfertigkeit des unbekannten Bildschnitzers zeugt der Detailreichtum der einzelnen Szenen; so ist zum Beispiel auf dem Relief des Marientodes eine Maus zu sehen, die unter dem Sterbebett der Gottesmutter hervorhuscht. Auf den Rückseiten der Altarflügel befinden sich barocke Malereien, welche die gleichen Szenen darstellen.
Die drei Figuren des spätgotischen Flügelaltares, die ebenfalls um 1490 in einer Landshuter oder Passauer Bildhauerwerkstatt entstanden sind, befinden sich heute auf Konsolen an den Stirnseiten der südlichen Wandpfeiler. Am mittleren Pfeiler ist eine bekrönte Mondsichelmadonna zu sehen, die in der linken Hand das Jesuskind trägt und in der Rechten das Zepter, das sie als Himmelskönigin charakterisiert. Die Mondsichel wird von zwei kleinen Engelsfiguren gehalten. Links davon ist die heilige Katharina mit dem zerbrochenen Rad, rechts davon die heilige Barbara mit dem Turm zu sehen. Beiden liegt eine männliche Büste zu Füßen, die den Sieg der beiden Heiligen über ihre Peiniger (bei Katharina der römische Kaiser Maxentius, bei Barbara der eigene Vater Dioscuros) und das Heidentum im Allgemeinen symbolisiert.
Auch das überlebensgroße Chorbogenkruzifix wurde vom Vorgängerbau übernommen. Es ist ebenfalls spätgotisch und wird in die Zeit um 1500 datiert. Gleiches gilt für den sechsarmigen Kronleuchter aus Messing, der im Chorraum angebracht ist. Er weist üppiges Laub- und Maßwerkdekor auf und wird von einer kleinen Figur der Rosenkranzkönigin in einem Strahlenkranz bekrönt. Im Vorraum unter der Westempore ist außerdem eine spätgotische Figur des heiligen Christophorus erhalten. Seit 2005 befindet sich hier eine weitere Skulptur aus dieser Zeit, die den Erzengel Michael darstellt. Sie ist Eigentum der Kirchenstiftung Heilig Kreuz.

Reliefs des spätgotischen Flügelaltares (um 1490)
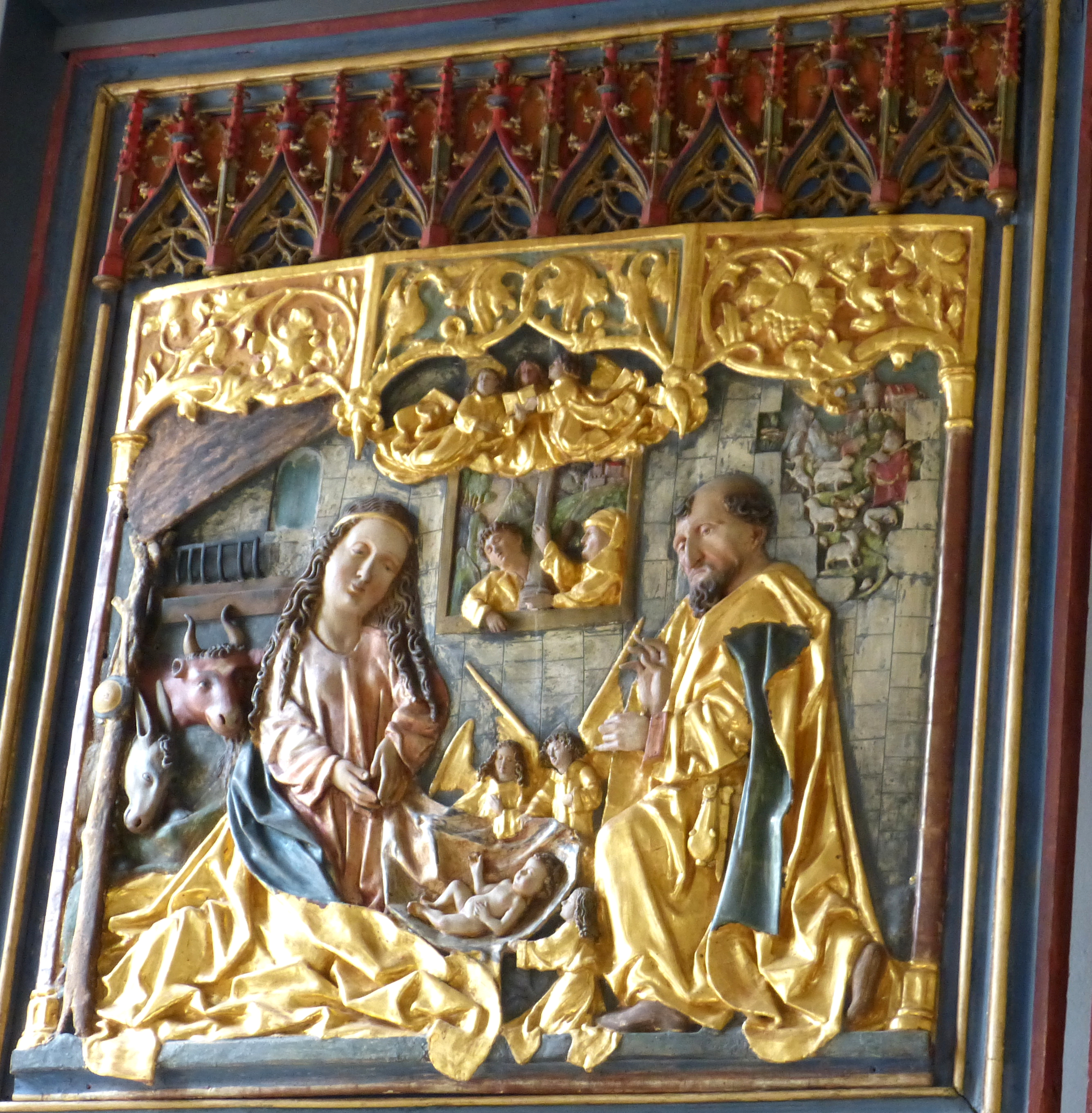
Geburt Christi
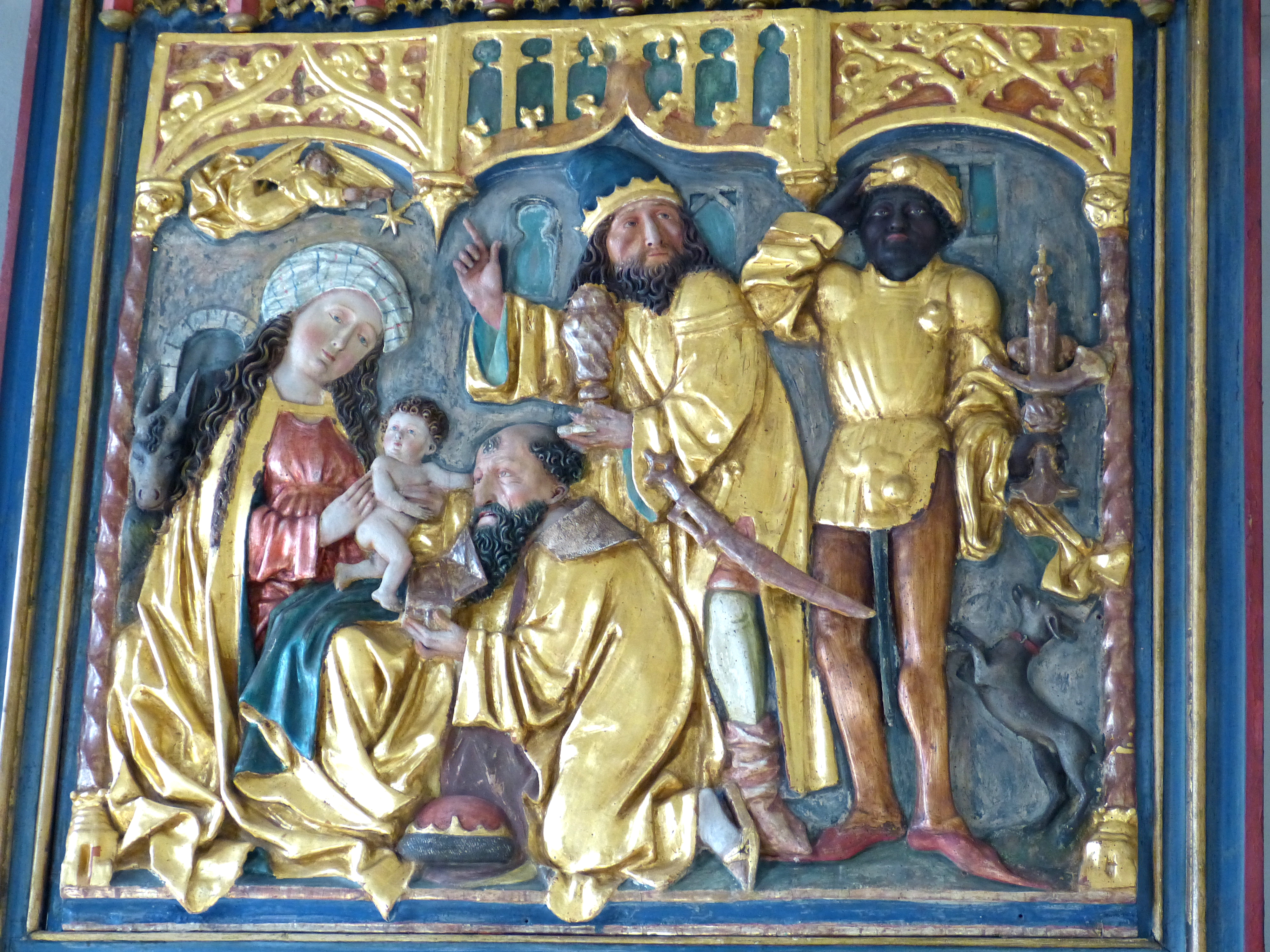
Anbetung der Heiligen Drei Könige
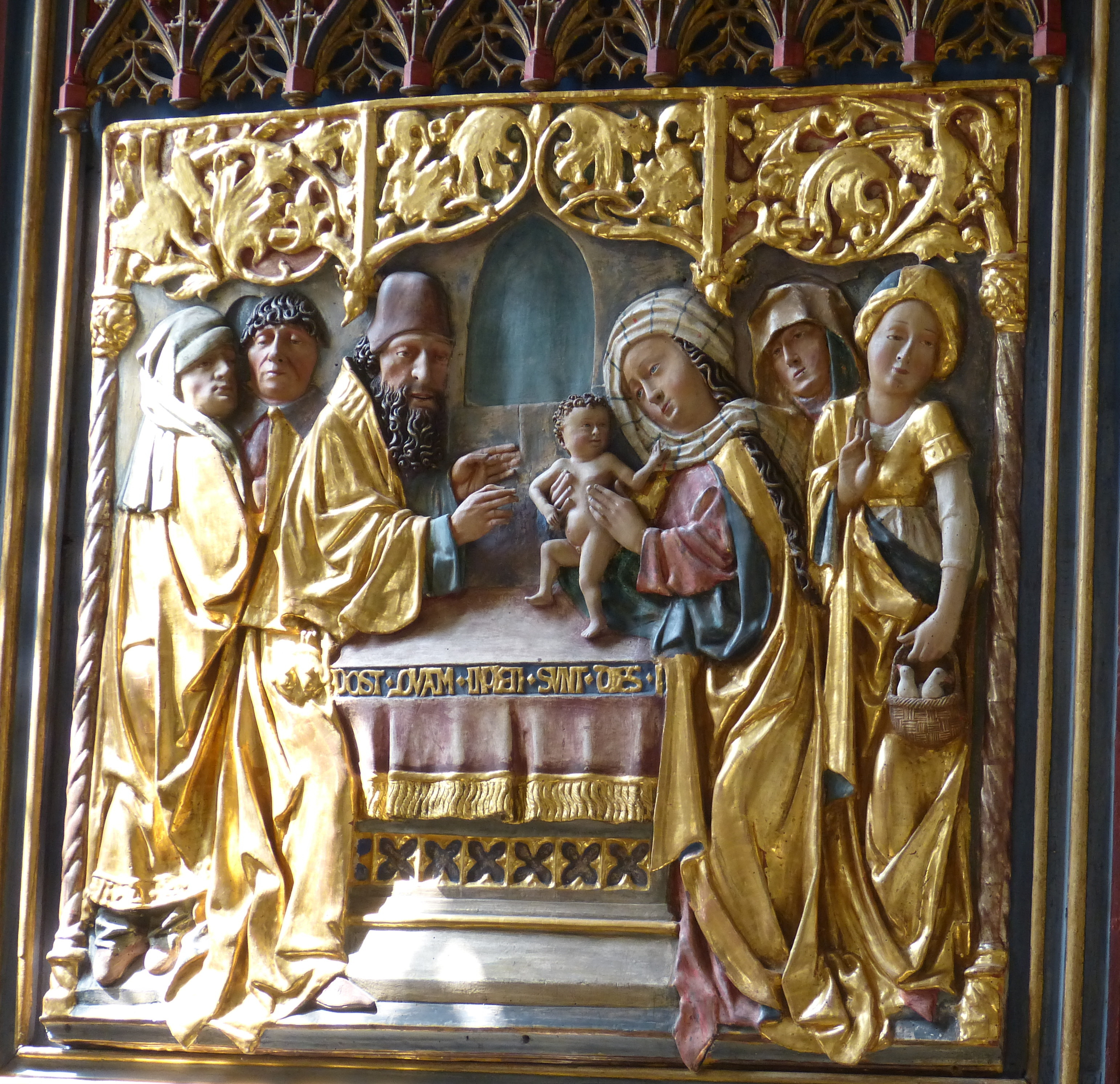
Darstellung Jesu im Tempel
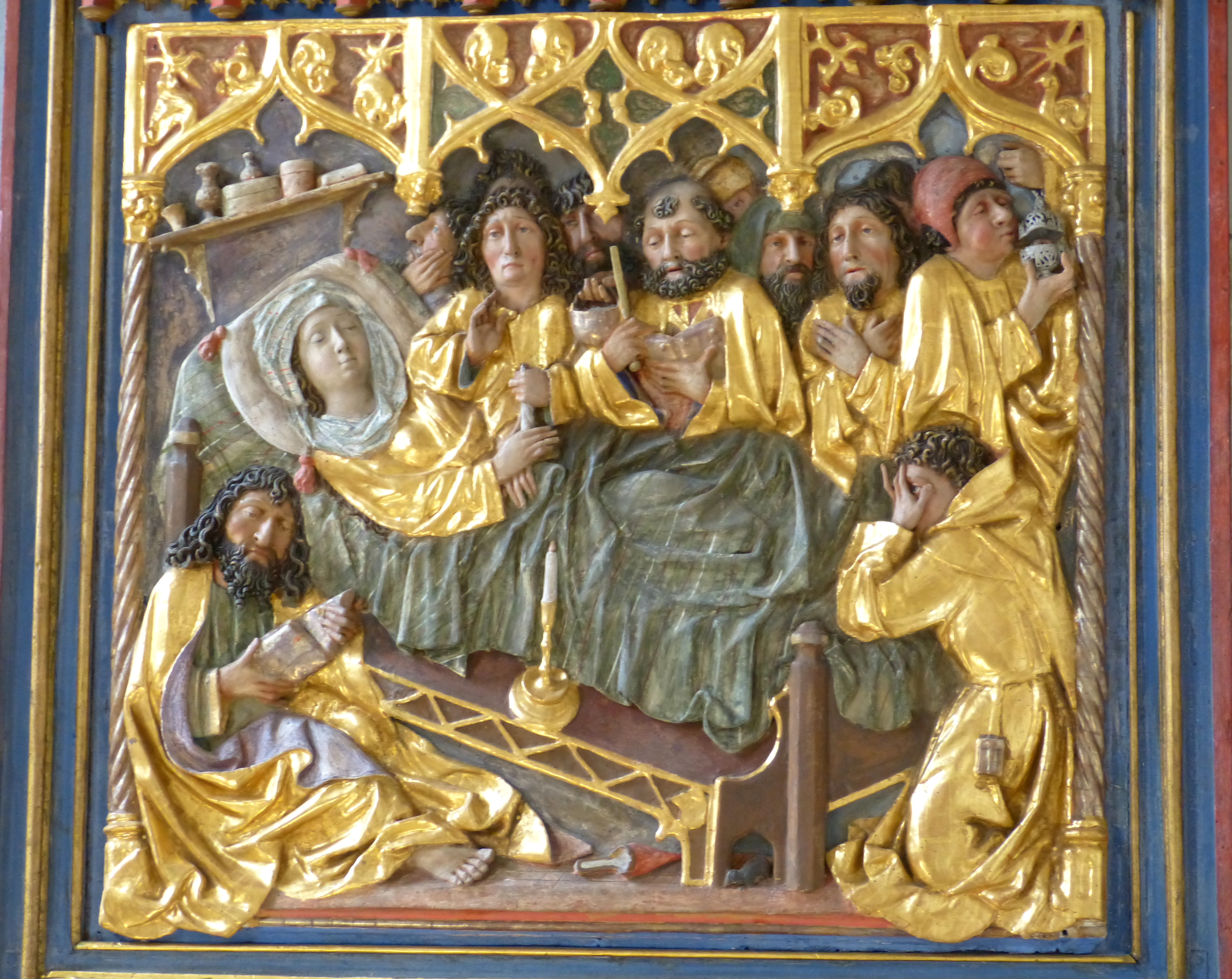
Marientod

### Grabdenkmäler
Außerdem befinden sich in der Kirche einige Grabdenkmäler. In der ersten Seitenkapelle der Nordseite befindet sich das Rotmarmorepitaph der Kirchenstifterin Maria Theresia von Puchleiten († 1707). Es wurde im Jahr 1711 von dem Landauer Steinmetz Christian Wagner gefertigt und weist neben Inschrift und Wappen zwei Totenkopfreliefs auf. Unterhalb der Orgelempore, unmittelbar neben dem Nordportal, befindet sich ein weiterer Rotmarmorgrabstein für Maria, geb. Noicheringer († 1590) und ihre insgesamt drei Ehegatten. Er ist vom Aufbau her dreigeteilt: unten eine Inschrift, gerahmt von Rollwerk; in der Mitte die Darstellung der Verstorbenen und ihrer Ehemänner samt Wappen; oben ein Relief der Marienkrönung durch die Heilige Dreifaltigkeit, das möglicherweise einen Bezug zum Patrozinium der Kirche herstellen soll. Am ersten südlichen Wandpfeiler ist schließlich ein Grabstein für den kurfürstlichen Kastner Joseph Anton von Planck († 1763) und dessen Gattin zu sehen, der im Jahr 1764 angefertigt wurde. Es handelt sich um ein pyramidenförmiges Grabmal mit bekrönendem Totenkopf.

### Übrige Ausstattung
Das kunstvoll gestaltete Chorgestühl und der Zelebrantensitz im Presbyterium stammen von 1803 bzw. 1806 und sind im klassizistischen Stil gehalten. Die Initialen A. G. verweisen entweder auf den Künstler oder auf einen möglichen Stifter. An der Rückwand des Chorgestühls sind Reliefmedaillons mit Brustbildern von Jesus Christus (Mitte) und den Aposteln Petrus (links) und Paulus (rechts) angebracht. Ebenfalls mit den Initialen A. G. und etwa zur gleichen Zeit entstanden sind der Kredenztisch im Presbyterium, ein Flachrelief mit der Verkündigung an Maria sowie ein Beichtstuhl, der in der zweiten Kapelle der Südseite zu finden ist.
Eine große Votivtafel in der ersten Kapelle der Südseite zeugt von einer im Jahr 1713 in Landau wütenden Pestepidemie. Es ist die alljährliche Pestprozession der Landauer Bürgerschaft zu sehen, die man zu dieser Zeit gelobte. Aus dem Himmel stürzen im Hintergrund Pfeile herab, die die Seuche symbolisieren sollen. Deshalb legen die Pestpatrone Sebastian und Rochus bei der Heiligen Dreifaltigkeit Fürbitte für die Stadt Landau ein. Von besonderer Bedeutung ist auch das barocke Abschlussgitter mit kunstvollem Rank- und Bandwerk, das den Raum unter der Westempore vom übrigen Kirchenraum trennt. Es trägt die Initialen F. K., was für den Landauer Kunsthandwerker Ferdinand Kaiser steht, und ist auf das Jahr 1728 datiert. Als jüngstes Ausstattungsstück der Kirche befindet sich in der romanischen Allerseelenkapelle ein modernes, vergoldetes Andachtskreuz des Eggenfeldener Künstlers Joseph Michael Neustifter.

## Orgel
Die erste Orgel in der Stadtpfarrkirche wurde 1717 von dem Landauer Orgelbaumeister Franz Nikodemus Frosch errichtet. Diese umfasste ein Werk mit fünf Registern auf einem Manual. Der dreiteilige Prospekt dieses Instrumentes ist noch erhalten und dient heute als (stimmloses) Brüstungspositiv. Der große Prospekt stammt in der Substanz von einer Orgel aus dem Jahr 1741, die von dem Landshuter Orgelbauer Franz Mitterreither errichtet wurde. Die bestehende Anordnung der beiden Gehäuseteile schuf Michael Fuchs 1835. 1860 wurde das Orgelwerk einer Generalreparatur durch Anton Ehrlich unterzogen, bevor die Barockorgel Ende des 19. Jahrhunderts aufgegeben wurde. Nachdem mehrere Orgelbauer Kostenvoranschläge eingereicht hatten, entschied man sich für die Firma G. F. Steinmeyer & Co. aus Oettingen. Diese ließ im Jahr 1902 das barocke Gehäuse vergrößern und baute darin ein romantisches Orgelwerk mit 28 Registern auf zwei Manualen und Pedal ein. Dabei wurde das Spielwerk des Rückpositivs der Barockorgel (deren drittes Manual) abgebaut und auf dem Dachboden eingelagert.
Im Jahr 1979 bekam die Pfarrei von Michael Weise aus Plattling ein neues Orgelwerk, das unter zahlreicher Verwendung alten Pfeifenmaterials entstand. Auch das 1902 eingelagerte Rückpositiv der Barockorgel kam dabei wieder zum Einsatz. Die Weise-Orgel, die dem Zeitgeist entsprechend „neobarock“ disponiert wurde, umfasste insgesamt 39 Register auf drei Manualen und Pedal. In den Jahren 2010 und 2011 führte der Orgelbauer Andreas Utz aus Pielenhofen eine Generalsanierung des Instruments durch. Seitdem kommt durch die neue Disposition das romantische Klangideal wieder stärker zur Geltung, da doch zahlreiche Pfeifen der Steinmeyer-Orgel von 1902 erhalten geblieben sind. Außerdem wurde das barocke Rückpositiv umpositioniert: es ist jetzt in der Hauptorgel unterhalb des Hauptwerks zu finden. Das historische Gehäuse des Rückpositivs ist mit stummen Prospektpfeifen weiterhin erhalten. Die Verbindungen zwischen den Tasten und den Spielventilen sind nun aus Carbon, was ein präzises und leichtgängiges Spielen ermöglichen soll.
| I Hauptwerk C–g3 |               |       |
| 1.               | Gedacktpommer | 16′   |
| 2.               | Prinzipal     | 8′    |
| 3.               | Rohrflöte     | 8′    |
| 4.               | Gambe         | 8′    |
| 5.               | Oktave        | 4′    |
| 6.               | Spitzflöte    | 4′    |
| 7.               | Superoktave   | 2′    |
| 8.               | Cornett IV    |       |
| 9.               | Mixtur IV–V   | 1 ⁄3′ |
| 10.              | Trompete      | 8′    |

| II Schwellwerk C–g3 |                 |        |
| 11.                 | Harfenprinzipal | 8′     |
| 12.                 | Gedackt         | 8′     |
| 13.                 | Quintatön       | 8′     |
| 14.                 | Schwebung       | 8′     |
| 15.                 | Prinzipal       | 4′     |
| 16.                 | Holzflöte       | 4′     |
| 17.                 | Quinte          | 2 ⁄3′  |
| 18.                 | Waldflöte       | 2′     |
| 19.                 | Terz            | 1 3⁄5′ |
| 20.                 | Sifflöte        | 1′     |
| 21.                 | None            | 8⁄9′   |
| 22.                 | Scharf IV       | 1′     |
| 23.                 | Zimbel III      | 1⁄3′   |
| 24.                 | Dulcian         | 16′    |
| 25.                 | Vox humana      | 8′     |
|                     | Tremulant       |        |

| III Positiv C–g3 |             |       |
| 26.              | Holzgedackt | 8′    |
| 27.              | Rohrflöte   | 4′    |
| 28.              | Prinzipal   | 2′    |
| 29.              | Quinte      | 1 ⁄3′ |
| 30.              | Akuta III   | 2⁄3′  |
| 31.              | Krummhorn   | 8′    |
|                  | Tremulant   |       |

| Pedal C–f1 |              |            |
| 32.        | Prinzipalbaß | 16′        |
| 33.        | Subbaß       | 16′        |
| 34.        | Oktavbaß     | 8′         |
| 35.        | Choralbaß    | 4′ + 1 ⁄3′ |
| 36.        | Mixtur IV    | 2′         |
| 37.        | Bombarde     | 16′        |
| 38.        | Trompete     | 8′         |
| 39.        | Feldtrompete | 4′         |

- Koppeln: I/II, I/III, I/P, II/P, III/P

| I Hauptwerk C–g3 |             |       |     |
| 1.               | Großgedackt | 16′   | (n) |
| 2.               | Prinzipal   | 8′    |     |
| 3.               | Hohlflöte   | 8′    | (n) |
| 4.               | Gambe       | 8′    |     |
| 5.               | Oktave      | 4′    |     |
| 6.               | Spitzflöte  | 4′    |     |
| 7.               | Superoktave | 2′    |     |
| 8.               | Cornett IV  |       |     |
| 9.               | Mixtur IV–V | 1 ⁄3′ |     |
| 10.              | Trompete    | 8′    |     |

| II Schwellwerk C–g3 |                           |        |     |
| 11.                 | Gedackt                   | 16′    | (n) |
| 12.                 | Harfenprinzipal           | 8′     |     |
| 13.                 | Gedackt                   | 8′     |     |
| 14.                 | Salicional                | 8′     | (n) |
| 15.                 | Vox coelestis             | 8′     | (n) |
| 16.                 | Prinzipal                 | 4′     |     |
| 17.                 | Holzflöte                 | 4′     |     |
| 18.                 | Quinte                    | 2 ⁄3′  |     |
| 19.                 | Waldflöte                 | 2′     |     |
| 20.                 | Terz                      | 1 3⁄5′ |     |
| 21.                 | Progressio harmonica II-V | 2 ⁄3′  | (n) |
| 22.                 | Trompette harmonique      | 8′     | (n) |
| 23.                 | Oboe                      | 8′     | (n) |
| 24.                 | Vox humana                | 8′     |     |
|                     | Tremulant                 |        |     |

| III Positiv C–g3 |             |       |     |
| 25.              | Holzgedackt | 8′    |     |
| 26.              | Rohrflöte   | 4′    |     |
| 27.              | Nasard      | 2 ⁄3′ | (n) |
| 28.              | Prinzipal   | 2′    |     |
| 29.              | Scharf III  | 1′    | (n) |
| 30.              | Krummhorn   | 8′    |     |
|                  | Tremulant   |       |     |

| Pedal C–f1 |              |         |     |
| 31.        | Violon       | 16′     | (n) |
| 32.        | Subbaß       | 16′     |     |
| 33.        | Quinte       | 10 2⁄3′ | (n) |
| 34.        | Oktavbaß     | 8′      |     |
| 35.        | Gedacktbaß   | 8′      | (n) |
| 36.        | Choralbaß    | 4′      | (n) |
| 37.        | Bombarde     | 16′     |     |
| 38.        | Trompete     | 8′      |     |
| 39.        | Feldtrompete | 4′      |     |

- Koppeln: I/II, I/III, I/P, II/P, III/P
- Spielhilfe: Setzeranlage
- Anmerkung

(n) = Register, das im Zuge der Generalsanierung 2010/11 neu hinzukam

## Glocken
Von dem Turm der Stadtpfarrkirche Mariä Himmelfahrt ertönt ein fünfstimmiges Salve-Regina-Geläut mit der Tonfolge c1–e1–g1–a1–c2. Daran sind die folgenden Glocken beteiligt:
| Nr. | Name                           | Gussjahr | Gießer                     | Gewicht [kg] | Schlagton |
| --- | ------------------------------ | -------- | -------------------------- | ------------ | --------- |
| 1.  | Maria Immaculata (Pfarrglocke) | 1948     | Rudolf Perner, Passau      | 2170         | c1-3      |
| 2.  | „Kaiserin“                     | 1799     | Joseph Spannagl, Straubing | 1390         | e1-13     |
| 3.  | St. Sebastian (Amtglocke)      | 1948     | Rudolf Perner, Passau      | 610          | g1-4      |
| 4.  | St. Michael (Messglocke)       | 1948     | Rudolf Perner, Passau      | 435          | a1-?      |
| 5.  | St. Franz Xaver (Sterbeglocke) | 1948     | Rudolf Perner, Passau      | 260          | c2-5      |

Im Jahr 1942 mussten die Glocken der Stadtpfarrkirche zu Kriegszwecken abgegeben werden. Nur die Sterbeglocke, dem heiligen Georg geweiht, verblieb in Landau. Am 14. Juli 1947 kam eine der beschlagnahmten Glocken unbeschadet nach Landau zurück. Diese war 1799 von dem Landauer Eisenhändler Georg Kaiser und seiner Gattin Theresia gestiftet worden und wurde nun nach deren Nachnamen liebevoll „Kaiserin“ genannt.
Genau ein Jahr später, am 14. Juli 1948, konnten vier neue Glocken von der Glockengießerei Rudolf Perner aus Passau aufgezogen werden. Jede dieser Glocken trägt das Bild ihres Namenpatrons; dieses Dekor stammt auf Empfehlung des Akademieprofessors Josef Henselmann von einem seiner Schüler, dem Bildhauer Anton Rückel. Jede dieser Glocken trägt zudem einen Vers in Kirchenlatein; diese lauten auf Deutsch übersetzt: Durch Amerikaner kam ich / In Landau diese sah ich / Die heimgekehrte Schwester grüße ich / Ein neues Vaterland erhoffe ich. Die Michaeliglocke dient überdies dem Gedenken an Stadtpfarrer Johann Baptist Huber und enthält die Inschrift: In memoriam reverendi Parochi Johanni Huber † 13.09.1942 (lat. „In Erinnerung an den ehrwürdigen Pfarrer Johann Huber“). Gleichzeitig mit dem Aufziehen der neuen Glocken wurde die alte Sterbeglocke entfernt; deren Funktion übernimmt nun die Xaveriglocke, die kleinste der neuen Glocken.